# Paranoid schizofreni
Paranoid schizofreni är en av de vanligaste varianterna av schizofreni, vilken kännetecknas framför allt av paranoia, vanföreställningar och hörselhallucinationer.

## Symptom
Paranoid schizofreni har samma symptom som schizofreni totalt sett, vilket bland annat kräver att symtomen pågått under ett antal månader. Vid denna form är dock vissa drag av psykosen förstärkta, och drag som finns hos andra varianter av schizofreni saknas. En person med paranoid schizofreni brukar ofta ha bisarra fixa idéer, till exempel vanföreställningar om sitt öde, anse sig vara särskilt utvald eller född till att utföra något historiskt, ha vanföreställningar om att kroppen förändras, eller att särskilda meddelanden är invävda i till exempel radioprogram. Sådana vanföreställningar kan leda till förföljelsemani, paranoia, eftersom personen då tror att det finns någon som motarbetar denne i uppdraget eller på annat sätt vill personen illa.
Som regel har personen hörselhallucinationer, antingen i form av röster som till exempel skrattar eller skriker, eller i form av röster som ger order. Andra hallucinationer kan förekomma, såsom att känna dofter eller smaker eller ha hallucinatoriska sexuella upplevelser.
De som har paranoid schizofreni har sällan så kallade negativa symtom. Däremot kan de ofta vara irriterade eller ha lätt att bli aggressiva. Paranoian leder till att de drabbade är misstänksamma mot andra.

## Neuroendokrinologi
Personer med paranoid schizofreni har påfallande låga kortisolvärden och höga värden TSH (euthyroid-sick syndrome). De höga värdena TSH och låga värdena kortisol skiljer möjligen paranoid schizofreni från andra former av schizofreni. Det är dock inte ovanligt att paranoid schizofreni visar sig tillsammans med höga värden fT4 och fT3, värden som dock ofta normaliseras efter någon vecka. Trots att dopamin anses spela roll vid dess etiologi, är prolaktinutsöndringen normala vid stress (inte förhöjda som vid manier eller ångeststörningar). Personer med paranoid schizofreni har lägre plasmanivåer prolaktin på morgonen än friska och andra former av schizofreni (utan stressor), och män med diagnosen har lägre värden östrogen än de övriga.